# 61 Virginis
61 Virginis är en gul stjärna i huvudserien i Jungfruns stjärnbild.
Stjärnan har visuell magnitud +4,74 och väl synlig för blotta ögat vid normal seeing. Den befinner sig på ett avstånd av ungefär 28 ljusår.

## Exoplaneter
Närvaron av tre exoplaneter vid stjärnan kungjordes i december 2009, med massor på mellan 5 och 25 gånger jordens. Alla tre planeterna kretsar nära stjärnan och skulle vid en jämförelse med solsystemet ha en omloppsbana närmare Solen än planeten Venus. Planeterna fick beteckningarna 61 Virginis b, 61 Virginis c och 61 Virginis d. Den yttersta, 61 Vir d, är ännu inte bekräftad.
| Planet | Massa            | Halv storaxel (AE) | Siderisk omloppstid (d) | Excentricitet | Inklination | Radie |
| ------ | ---------------- | ------------------ | ----------------------- | ------------- | ----------- | ----- |
| b      | 0,016±0,0016 MJ  | 0,050201           | 4,215±0,0006            | 0,12±0,11     | –           | –     |
| c      | 0,0573±0,0035 MJ | 0,2175±0,0001      | 38,021±0,034            | 0,14±0,06     | –           | –     |
| d      | 0,072±0,008 MJ   | 0,476±0,001        | 123,01±0,55             | 0,35±0,09     | –           | –     |